# Tetrathemis yerburii
Tetrathemis yerburii är en trollsländeart som beskrevs av Kirby 1894. Tetrathemis yerburii ingår i släktet Tetrathemis och familjen segeltrollsländor. IUCN kategoriserar arten globalt som starkt hotad. Inga underarter finns listade i Catalogue of Life.